# أسبوع المياه العربي
أسبوع المياه العربي هو أسبوع تحتفل به الدول العربية كل عام، وذلك من تاريخ 5 إلى 9 ديسمبر/كانون الأول، والذي تنظِّمه الجمعية العربية لمرافق المياه (أكوا) بالتعاون مع وزارة المياه والري وتحت مظلة المجلس الوزاري العربي للمياه/جامعة الدول العربية.
يعقد مؤتمر أسبوع المياه العربي بدعم من الاتحاد العالمي للمياه (بالإنجليزية: IWA)‏ و الوكالة الألمانية للتعاون الفني (بالإنجليزية: GTZ)‏ والوكالة الألمانية الدولية للتدريب وبناء القدرات (بالإنجليزية: InWent)‏ والاتحاد العالمي لمقدمي خدمات المياه (بالإنجليزية: GWOPA)‏ و برنامج الأمم المتحدة لتنمية المستوطنات البشرية (بالإنجليزية: UN-Habitat)‏ وشراكة مشغلي المياه (بالإنجليزية: WOPs)‏.

## اقرأ أيضاً
- اليوم العالمي للمياه

## وصلات خارجية
- جريدة الرأي الأردنية[وصلة مكسورة]
- الإيجابية.نت - حدث إيجابي في مثل هذا اليوم